# Claude Gutman
Pour les articles homonymes, voir Gutman.
 (juillet 2008).
Si vous disposez d'ouvrages ou d'articles de référence ou si vous connaissez des sites web de qualité traitant du thème abordé ici, merci de compléter l'article en donnant les références utiles à sa vérifiabilité et en les liant à la section « Notes et références ».
Claude Gutman né le 27 décembre 1946 en Palestine mandataire est un écrivain français.
Il vit à Paris.

## Biographie
Claude Gutman est né le 27 décembre 1946 à Petah Tikva en Palestine mandataire . Lorsqu'il a 6 ans, ses parents divorcent, ce qui le conduit en France avec son père, à Montreuil-sous-Bois, où il a vécu une quinzaine d'années. Sa mère demeurera au kibboutz Sdot-Yam (Césarée) qu'il évoquera dans ses ouvrages.
Son premier texte publié est une critique de Courir les rues, de Raymond Queneau, dans La Quinzaine littéraire, alors qu'il passait son baccalauréat. Il travaille pour ce magazine pendant un an tout en continuant ses études de lettres. Il publie son premier roman, Dans le mitan du lit, en 1974. Il écrit son premier texte pour enfants en 1980, Toufdepoil, pour ses deux aînés.
Professeur de lettres pendant vingt ans en banlieue parisienne, il quitte l'enseignement en 1988 pour se consacrer à son écriture et à celle des autres. Il crée aux Éditions Syros la collection « Croche-Patte », puis dirige la collection « Page Blanche » (Gallimard Jeunesse) à partir de 1989. En 2000, il quitte Gallimard pour les Éditions du Seuil où il fonde la collection « Fictions-Jeunesse » et dirige dans la collection Points les romans policiers.
Il dirige « Les Universels » (Folio Junior Gallimard), abandonnant pour un temps les œuvres de fiction pour les textes fondamentaux. Ses centres d'intérêt le conduisent à écrire pour les tout petits, les adolescents et les adultes. Il est à ce jour, l'auteur d'une quarantaine d'ouvrages. Un cycle autobiographique se poursuit depuis Dans le Mitan du lit (Éditions des Femmes), suivi des Réparations, des Larmes du Crocodile (Mercure de France). Aux Éditions du Seuil, il poursuit ce cheminement avec Sincères Ressentiments, L'enfant qui m'accompagne et Un aller-retour et Le cosaque de la rue Garibaldi (Gallimard).
Il est l'auteur d'une vingtaine de scénarios.

## Publications
- Dans le Mitan du lit, en collaboration avec Evelyne Gutman, Éditions des Femmes, 1974
- Les Réparations, (Mercure de France) 1981 ; Le Seuil, coll. « Fictions », 1999
- Les Larmes du Crocodile, Mercure de France, 1982
- Toufdepoil,, illustré par Pef, (Bordas), coll. « Aux quatre coins du temps », 1983 ; Pocket Jeunesse, 1995
- Pistolet-souvenir, illustré par Pef (Bordas), coll. « Aux quatre coins du temps », 1984 ; Pocket Jeunesse, 1995 et 2002
- Danger : gros mots , illustré par Pef, (Syros), 1986 ; Gallimard, coll. « Folio cadet », 1995, 1998, 2004
- La Folle cavale de Toufdepoil, illustré par Pef, Bordas, coll. « Aux quatre coins du temps », 1986 ; Pocket Jeunesse, coll. « Pocket Junior », 1998
- Tout feu tout flamme, illustré par Pef, Syros, 1986
- La Folle Rumeur de Smyrne, Payot 1988 ; Gallimard, coll. « Folio », 1991
- La Maison vide, Gallimard, coll. « Page Blanche », 1989 ; « Folio junior », 1993 et 2010
- Doudou 1er, illustré par Amato Soro, Rouge et Or, 198 ; réédité sous le titre Doudou Premier, illustré par Christophe Blain, Nathan, coll. « Première Lune », 1999 ; illustré par Anne Gutman, Nathan, coll. « Nathanpoche », 2006
- Comment se débarrasser de son petit frère?, en collaboration avec Anne Gutman, illustré par Peter Days, Rouge et Or, 1989 ; illustré par Serge Bloch, Nathan, coll. « Première Lune », 1997 ; illustré par Anne Gutman, Nathan, coll. « Nathanpoche », 2006
- L'Hôtel du retour, Gallimard, coll. « Page Blanche », 1991; coll. « Folio junior », 1999 et 2011
- Les Petits Cailloux, Julliard, 1991
- Les Nougats, illustré par Serge Bloch, Messidor-La Farandole, 1991 ; illustré par Serge Bloch, Pocket, coll. « Kid pocket », 1999 et 2003 ; Nathan, illustré par Serge Bloch, coll. « Pleine Lune », 2004
- Rue de Paris, Gallimard, coll. « Page Blanche », 1993 ; coll. « Folio junior », 2000
- Vive la Grande école : La rentrée, La sortie, Les cabinets, La dame des poux, La fête de l'école, La discussion, La fête des mères, L'argent de poche, La cantine, L'école occupée, illustré par Serge Bloch, Casterman, 1993-2004
- Les Passages, Seuil, 1997
- La Crèche, Seuil, 1999
- Mes affaires, c'est mes affaires, J'ai lu, 2002
- Sincères ressentiments, Seuil, 2002
- Mon dernier cours de violon, Nathan, 2003
- Antoine Blancpain, collégien, illustré par Serge Bloch, Gallimard Jeunesse, coll. « Folio junior », 2003
- La fois où :( j'ai menti, je suis resté tout seul, j'ai eu un animal, j'ai fait une énorme bêtise), illustré par Zad, Pocket, coll. « KId pocket », 2003
- Les Assises, Seuil, 2004
- Un secret derrière la porte, La Martinière Jeunesse, 2005
- À chacun ses affaires, Gallimard Jeunesse, coll.« Folio junior. Histoire courte », 2006
- Quand j'ai été puni, illustré par Thomas Baas, Actes Sud Junior, coll. « Roman Benjamin », 2006
- Ancien Testament, de la création du monde à l'entrée en terre promise, Gallimard Jeunesse, coll. « Folio junior », 2006
- L'enfant qui m'accompagne, Seuil, 2008
- Le Nouveau Testament (Luc et Actes des Apôtres), Gallimard Jeunesse, coll. Folio junior, 2011.
- Pardaillan, Folies d'encre, 2012
- Les Extraordinaires aventures de tous les jours, illustré par Ronan Badel, Flammarion- Père Castor, coll. « Castor poche », 2015
- La Loi du retour, Gallimard, coll. « Folio », 2015. Regroupe : La Maison vide, L'Hôtel du retour, Rue de Paris
- Un Aller-retour, Gallimard, coll. « Folio », 2016[3],[4]
- Le Cosaque de la rue Garibaldi, Gallimard, coll. « Blanche », 2016
- Les nouvelles aventures extraordinaires de tous les jours, illustré par Ronan Badel, Flammarion-Père Castor, coll.« Castor poche », 2017
- La fuite sans fin de Joseph Meyer, Gallimard Jeunesse, 2022

## Récompenses
- 1983 : prix Bernard Versele, la ligue des familles pour Toufdepoil, illustré par Pef, Lauréat IBBY france
- 1986 : (international) « Honour List »[5] de l'IBBY, catégorie Auteur, pour Toufdepoil (illustré par Pef)
- 1988 : prix du roman de la Société des gens de Lettres pour la Folle rumeur de Smyrne. (sélection prix Renaudot)
- 1989 : prix du roman historique de la ville de Poitiers pour La Maison vide[6]
- 1990 : (international) « Honour List »[5] de l'IBBY pour La Maison vide
- 1990 : prix Sorcières (Association des librairies spécialisées jeunesse) pour La Maison vide
- 1990 : prix IBBY pour La Maison vide
- 1991 : prix Totem du roman pour L'Hôtel du retour. Prix du Salon Brive-Montréal
- 1994 : prix Henri Matisse pour La Maison vide
- 2004 : prix des Dévoreurs de livres pour Antoine Blancpain, collégien